# Мезоатом
Мезоатом — екзотичний атом, у якому частина або всі електрони замінено іншими елементарними частинками з від'ємним електричним зарядом ({\displaystyle \mu ^{-}}, {\displaystyle \pi ^{-}}, {\displaystyle K^{-}}). Утворюються при гальмуванні від'ємно заряджених елементарних частинок у речовині. Час життя мезоатома дуже малий і не перевищує часу життя елементарних частинок, які його утворюють.
Мезоатоми, утворені заміною одного або декількох електронів оболонки негативними мю-мезонами, називають мю-мезоатомами, а аналогічною заміною негативними пі-мезонами, називають пі-мезоатомами.
Найпростіший мезоатом утворюють протон і від'ємно заряджений мюон (мю-мезоводень). Він здатний проникати всередину електронних оболонок атомів і брати участь у мюонному каталізі. Інший найпростіший мезоатом утворюють протон і від'ємно заряджений пі-мезон (пі-мезоводень).